# ゼニアオイ
ゼニアオイ（銭葵、学名: Malva mauritiana  L.）は、アオイ科ゼニアオイ属の多年草。ウスベニアオイの変種とされることもある。ともにコモン・マロウ（英：Common Mallow）とも呼ばれている。

## 形態・生態
- 大変丈夫で寒さに強い植物であり、草丈は60-150cmほど。日本には江戸時代に鑑賞目的で渡来したが、強健な性質から逸出し、現在では帰化植物のひとつとなっている。
- 初夏から夏にかけて赤紫色の花を咲かせる。この花は近縁種のウスベニアオイと同様にハーブティーとなる。

## 分布・生育地
- 原産地はヨーロッパ南部。日本には江戸時代に渡来し、帰化種として定着した[3]。

## ギャラリー

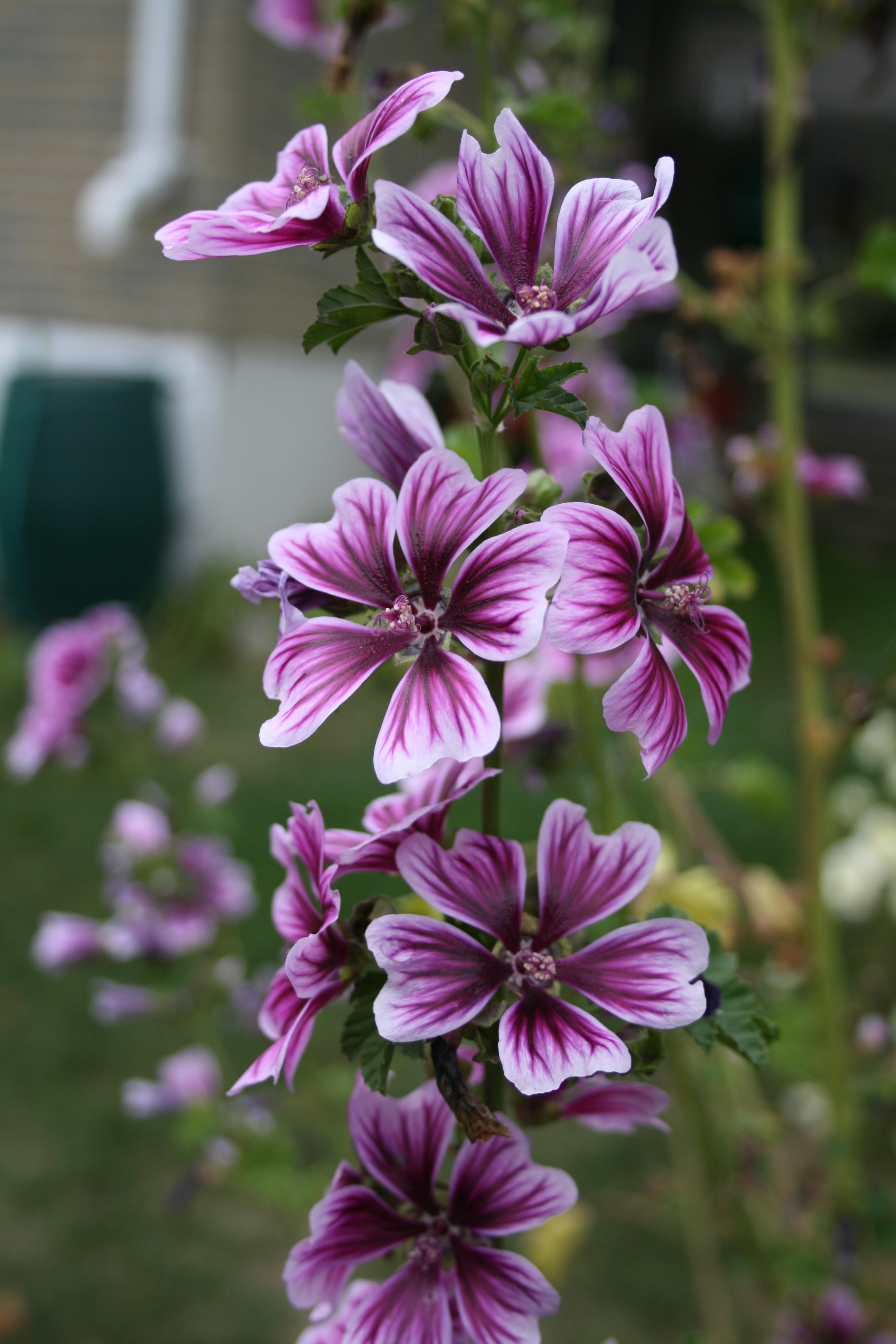
ゼニアオイ
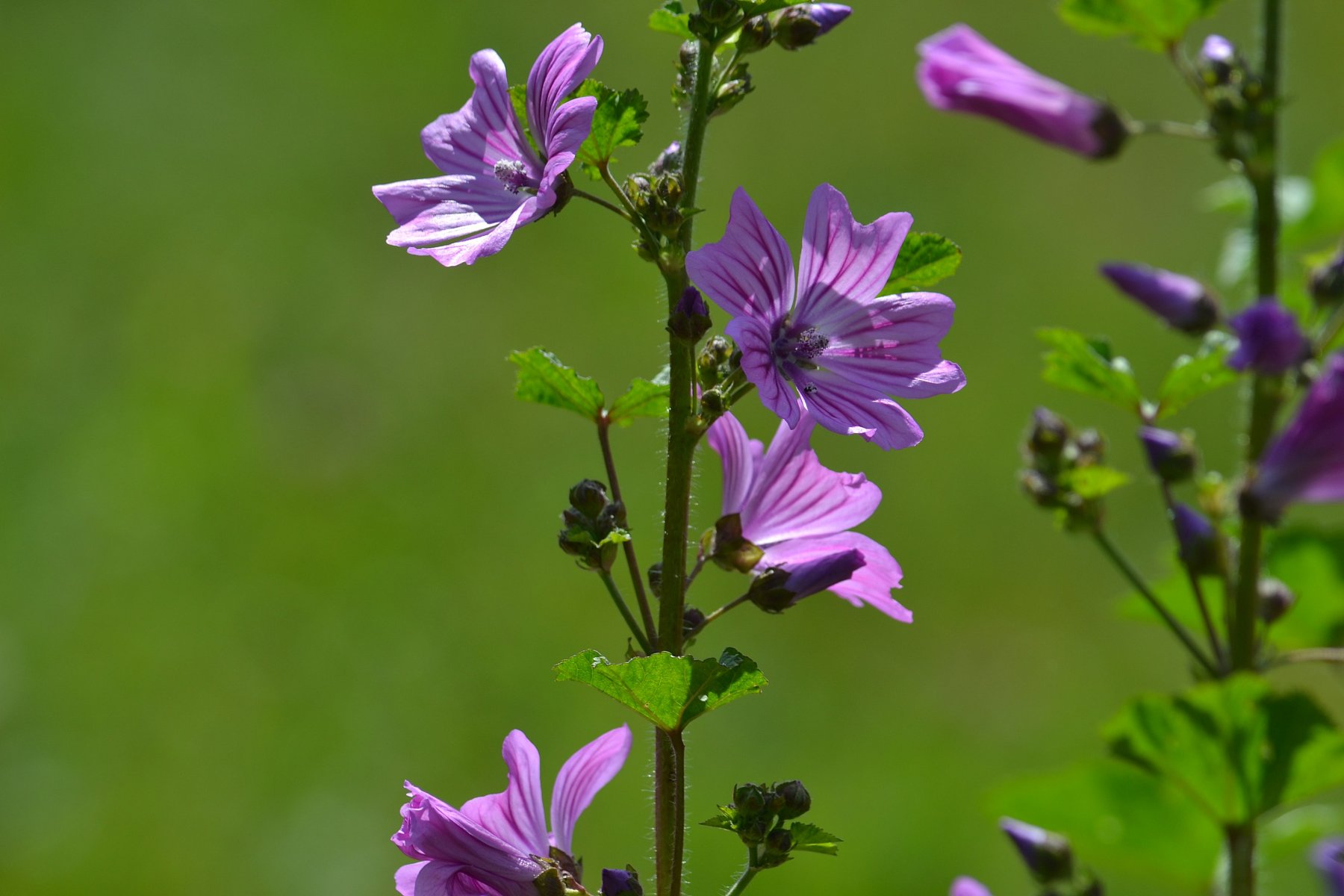
紫の花
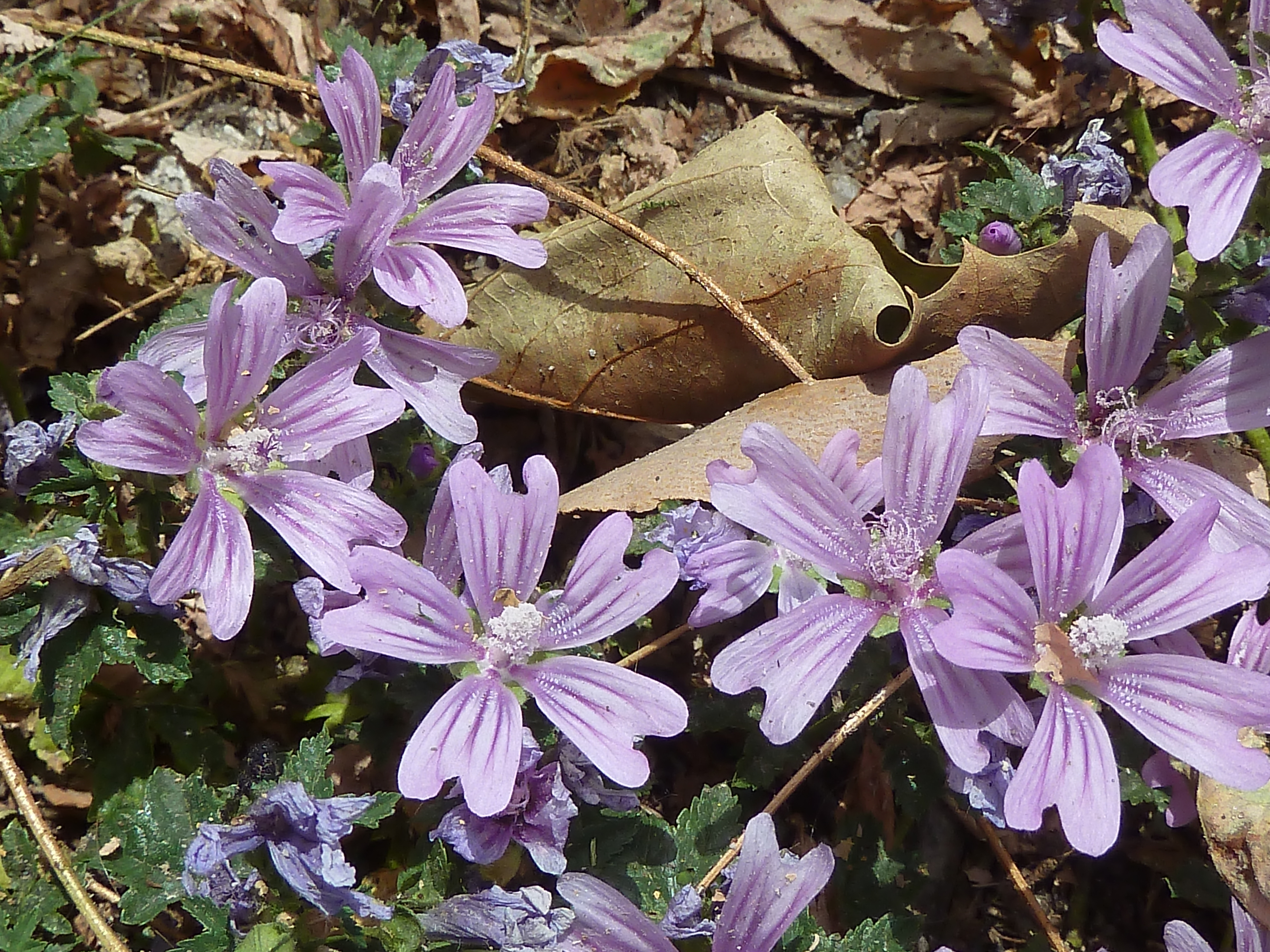
薄紫の花
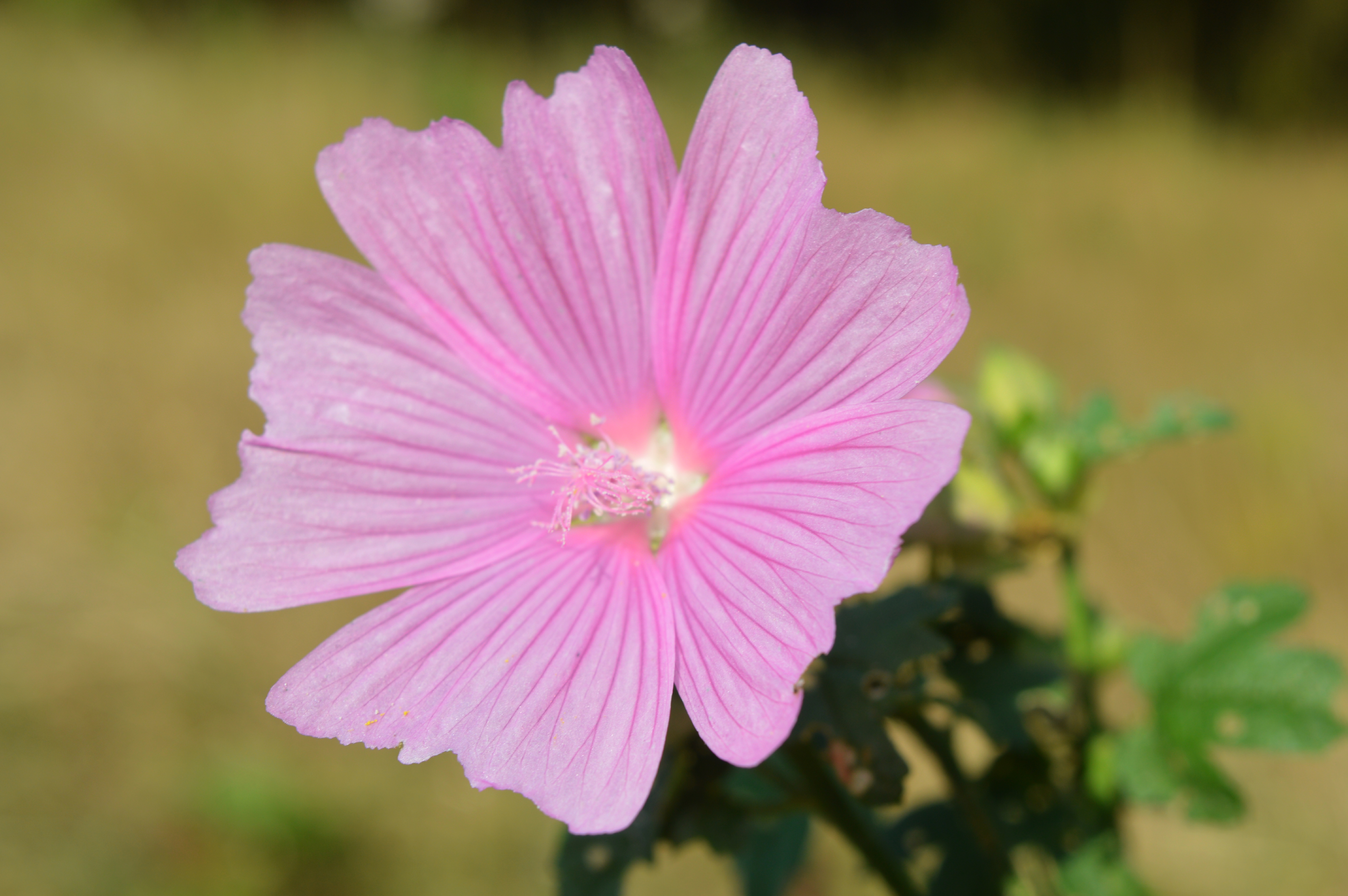
ピンクの花